# Simon & Schuster
Simon & Schuster — одно из крупнейших американских издательств, включающее более 30 подразделений. Основано в начале 1920-х годов Ричардом Саймоном и Максом Шустером. В 1924 году партнёры опубликовали первый сборник кроссвордов. На 2020 год принадлежит американскому медиа-конгломерату Paramount Global. Simon & Schuster входит в группу Big Five — пятёрку крупнейших англоязычных издательств, вместе с Penguin Random House, Macmillan Publishers, Hachette Book Group и HarperCollins. 
В Simon & Schuster работает около 1350 человек, издательство ежегодно публикует около двух тысяч наименований. Издательству принадлежат права примерно на 35 тысяч изданий: от таких авторов прошлого, как Фрэнсис Скотт Фицджеральд, Эрнест Хемингуэй, Эдит Уортон и Джеймс Генри, так и современных писателей вроде Стивена Кинга, Дэна Брауна, Дона Делилло, Боба Вудворда. В 2020 году издательство столкнулось с противодействием администрации Дональда Трампа, безуспешно пытавшегося заблокировать выход мемуаров бывшего советника  по национальной безопасности Джона Болтона и племянницы президента Мэри Трамп.
В середине 1990-х концерн Viacom, к тому времени уже владевший компанией, создал издательское подразделение «Simon & Schuster Interactive», которое было расформировано в сентябре 2003 года, вследствие отсутствия покупателей. Среди последних игровых проектов S&SI: «EVE Online» и «Outlaw Golf 2».
Выручка издательства в 2019 году составила $814 млн. В последний финансовый год Simon & Schuster получила  $114 млн прибыли, на 6% больше, чем годом ранее.
С 2008 по май 2020 издательство возглавляла Кэролин Рейди. Она пришла в Simon & Schuster в 1992 году сперва на должность главы торгового департамента, после возглавляла всю группу взрослой литературы. После её смерти от инфаркта миокарда Новым президентом был назначен Джонатан Карп, в прошлом главный редактор Random House. Вслед за этим в июле издателем крупнейшего импринта Simon & Schuster была назначена Дана Кэнеди, первая афроамериканка во главе столь большого издательства.
С марта 2020 ViacomCBS стала искать покупателя на Simon & Schuster, объяснив продажу тем, что нужны средства на уменьшение долговой нагрузки в $21 млрд и развитие своего стримингового бизнеса. Среди претендентов на покупку был французский медиаконгломерат Vivendi, а также представитель «большой пятёрки» HarperCollins Publishers, занимающий второе место на американском рынке и принадлежащий News Corp миллиардера Руперта Мёрдока. 25 ноября 2020 года было объявлено, что новым владельцем станет издательская группа Penguin Random House. Сумма сделки составит $2,175 млрд. Ожидается, что она будет закрыта в 2021.
Сделка требует одобрения антимонопольных органов США, так как, по данным компании NPD BookScan, на Penguin Random House, с 2019 года контролируемого немецким медиаконцерном Bertelsmann, уже приходится около 25% всех бумажных книг, продаваемых в США, на Simon & Schuster — более 9%. Доля нового гиганта превысит треть, тогда как  занимающий второе место HarperCollins Publishers продает около 11% книг. Гильдия писателей США выступила против намеченной сделки и призвала министерство юстиции США оспорить её. Авторы и эксперты опасаются, что сделка усилит тенденцию в американском издательском бизнесе, где упор делается на блокбастерах и старых проверенных писателях в ущерб новым авторам. В ответ на критику Bertelsmann утверждает, что импринты Simon & Schuster продолжат конкурировать с подразделениями Penguin Random House.